# چندلر (فیلم)
چندلر (انگلیسی: Chandler) فیلمی در ژانر نئو نوآر و مرموز است که در سال ۱۹۷۱ منتشر شد. از بازیگران آن می‌توان به لزلی کارون اشاره کرد.